# چارلی برتنشاو
چارلی برتنشاو (انگلیسی: Charlie Burtenshaw; ۱۶ اکتبر ۱۹۲۲ – ۲۲ مهٔ ۲۰۱۳) بازیکن فوتبال اهل بریتانیا بود.
از باشگاه‌هایی که در آن بازی کرده‌است می‌توان به باشگاه فوتبال لوتون تاون اشاره کرد.